# C.W. McCall
William Dale Fries Jr. (ur. 15 listopada 1928 w Audubon (Iowa) jako Billie Dale Fries, zm. 1 kwietnia 2022 w Ouray (Kolorado)) – amerykański autor reklam, muzyk country. Najbardziej znany jako C.W. McCall – postać muzyka wykonującego truck-driving country, pierwotnie wykreowana na potrzeby reklam chleba, następnie wykonująca płyty i single (postać tworzona we współpracy z Chipem Davisem). Jego najbardziej popularna piosenka Convoy uzyskała w 1975 roku pierwsze miejsce na amerykańskiej liście przebojów Hot 100. William Fries w latach 1986–1992 pełnił funkcję burmistrza Ouray (Kolorado). Zmarł z powodu choroby nowotworowej.

## Dyskografia
Albumy studyjne:
- Wolf Creek Pass (1975)
- Black Bear Road (1975)
- Wilderness (1976)
- Rubber Duck (1976)
- Roses for Mama (1977)
- C. W. McCall & Co. (1979)
- The Real McCall: An American Storyteller (1990)
- American Spirit  (2003)

Albumy kompilacyjne:
- C. W. McCall's Greatest Hits (1978)
- Four Wheel Cowboy (1989)
- The Legendary C. W. McCall (1991)
- The Best of C. W. McCall (1997)